# Lessingianthus elegans
Lessingianthus elegans é uma espécie de planta do gênero Lessingianthus e da família Asteraceae.

## Taxonomia
A espécie foi descrita em 1988 por Harold E. Robinson.
O seguinte sinônimo já foi catalogado:
- Vernonia elegans  Gardner

## Forma de vida
É uma espécie terrícola e arbustiva.

## Conservação
A espécie faz parte da Lista Vermelha das espécies ameaçadas do estado do Espírito Santo, no sudeste do Brasil. A lista foi publicada em 13 de junho de 2005 por intermédio do decreto estadual nº 1.499-R.

## Distribuição
A espécie é endêmica do Brasil e encontrada nos estados brasileiros de Bahia, Distrito Federal, Goiás, Minas Gerais, Mato Grosso, Paraná e São Paulo.
A espécie é encontrada no domínio fitogeográfico de Cerrado, em regiões com vegetação de campos rupestres e cerrado.